# Skytte vid olympiska sommarspelen 1896
Vid olympiska sommarspelen 1896 avgjordes fem grenar i skytte. Tävlingarna hölls mellan 8 och 12 april på den nybyggda skyttebanan i Kallithea. Antalet deltagare var 61 stycken från sju länder.

## Medaljfördelning
| Medaljfördelning |          |      |        |       |        |
| Placering        | Nation   | Guld | Silver | Brons | Totalt |
| 1                | Grekland | 3    | 3      | 3     | 9      |
| 2                | USA      | 2    | 1      | 0     | 3      |
| 3                | Danmark  | 0    | 1      | 2     | 3      |

## Medaljörer

### Herrar
| Gren                                      | Guld                           | Silver                         | Brons                         |
| 200 m frigevär Detaljer...                | Pantelis Karasevdas · Grekland | Panagiotis Pavlidis · Grekland | Nicolaos Trikupis · Grekland  |
| 300 m frigevär tre positioner Detaljer... | Georgios Orphanidis · Grekland | Ioannis Frangoudis · Grekland  | Viggo Jensen · Danmark        |
| 25 m militärrevolver Detaljer...          | John Paine · USA               | Sumner Paine · USA             | Nikolaos Morakis · Grekland   |
| 25 m snabbpistol Detaljer...              | Ioannis Frangoudis · Grekland  | Georgios Orphanidis · Grekland | Holger Nielsen · Danmark      |
| 30 m fripistol Detaljer...                | Sumner Paine · USA             | Holger Nielsen · Danmark       | Ioannis Frangoudis · Grekland |

## Deltagande nationer
Totalt deltog 61 skyttar från sju länder vid de olympiska spelen 1896 i Aten.
| - Danmark (3) - Frankrike (1) - Grekland (50) - Italien (1) - Schweiz (1) - Storbritannien (2) - USA (3) |